# 병주
병주(幷州)는 현재의 허베이성 바오딩 시와 산시성 타이위안시, 다퉁시 일대에 존재한 중국 역사상의 옛 행정 구역이며, 《주례》(周禮) · 《한서》(漢書)의 기록에 따르면, 구주(九州) 중 한 곳으로 전해 내려오는 지역이다. 후한 13주 중 한 지역이며, 중심지는 진양(晉陽, 현재의 산시성 타이위안시)이다.

## 군 · 군국

### 전한
태원군(太原郡) · 상당군(上黨郡) · 운중군(雲中郡) · 정양군(定襄郡) · 안문군(雁門郡)

### 후한
각 군국 밑에 나열한 것은 속현(屬縣)의 목록이며, 치소(治所)가 있었던 곳은 굵은 글씨로 표기하였다.

### 삼국 시대

#### 조위
태원군(太原郡) · 상당군(上黨郡) · 낙평군(樂平郡) · 서하군(西河郡) · 안문군(雁門郡) · 신흥군(新興郡) · 삭방군(朔方郡)

### 서진
태원국(太原國) · 상당국(上黨國) · 서하국(西河國) · 낙평군(樂平郡) · 안문군(雁門郡) · 신흥군(新興郡)

### 동진
영가의 난으로 북방민족들에게 화북지역이 점령당하면서 폐지되었다.